# Fülöp-szigeteki koboldmaki
A Fülöp-szigeteki koboldmaki (Carlito syrichta), korábban (Tarsius syrichta) a főemlősök rendjébe, a koboldmakifélék családjába tartozó emlősfaj. Nyugati tudósok fedezték fel a 18. században.
Korábban az összes koboldmakifajt egyetlen közös nembe, a Tarsius nembe sorolták. Már ott is elkülönült alnembe sorolták, mivel bizonyos anatómiai jellemzői elkülönítik a többi fajtól. Ezek alapján Shekelle és Groves 2010-ben kivonták a nemből és létrehozták számára a monotipikus Carlito nemet.

## Képek

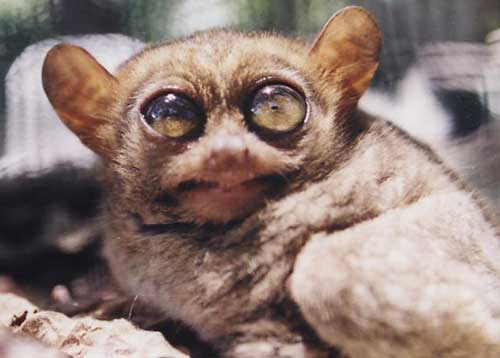
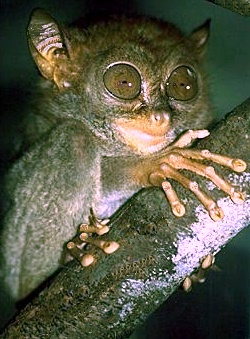
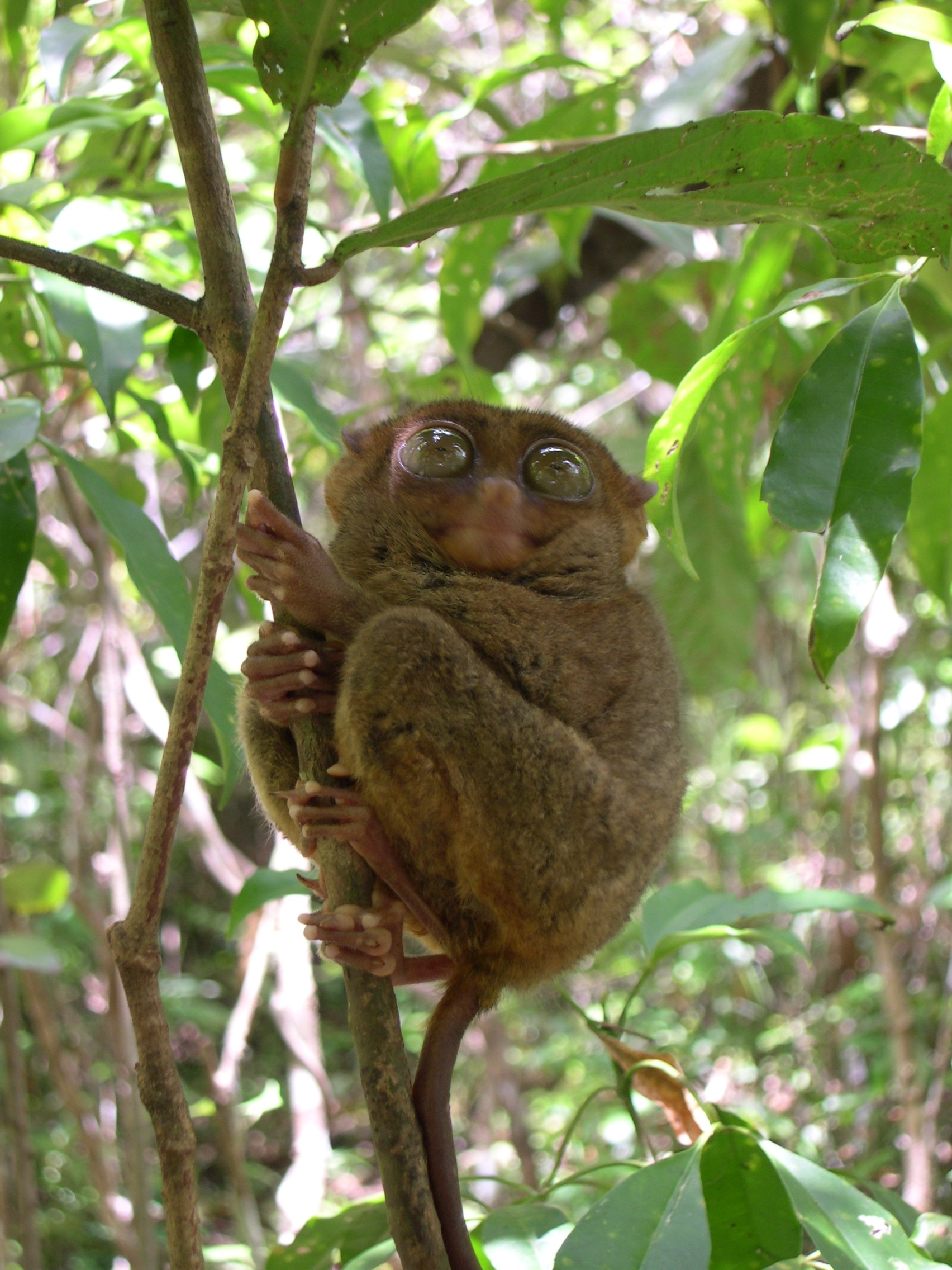
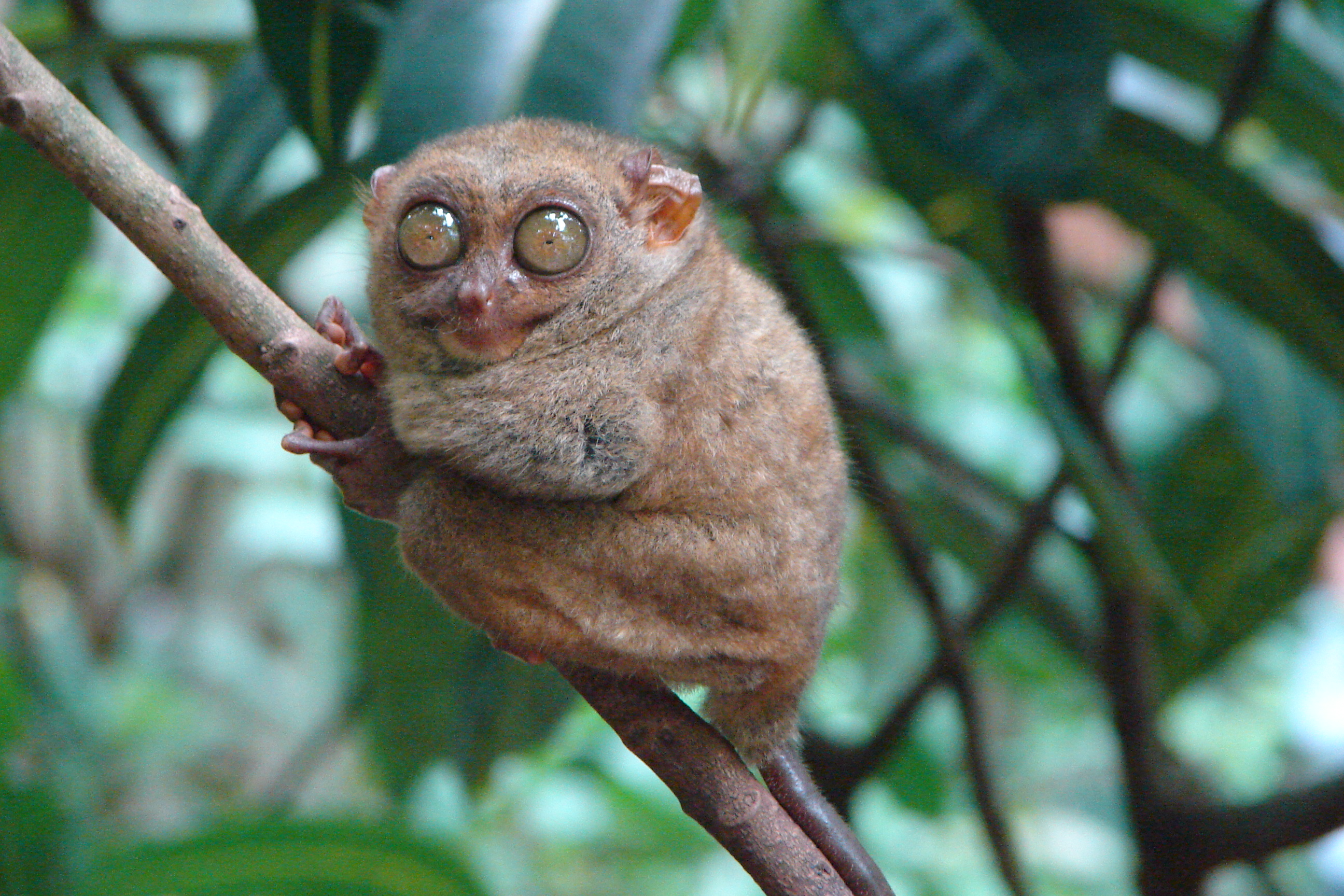
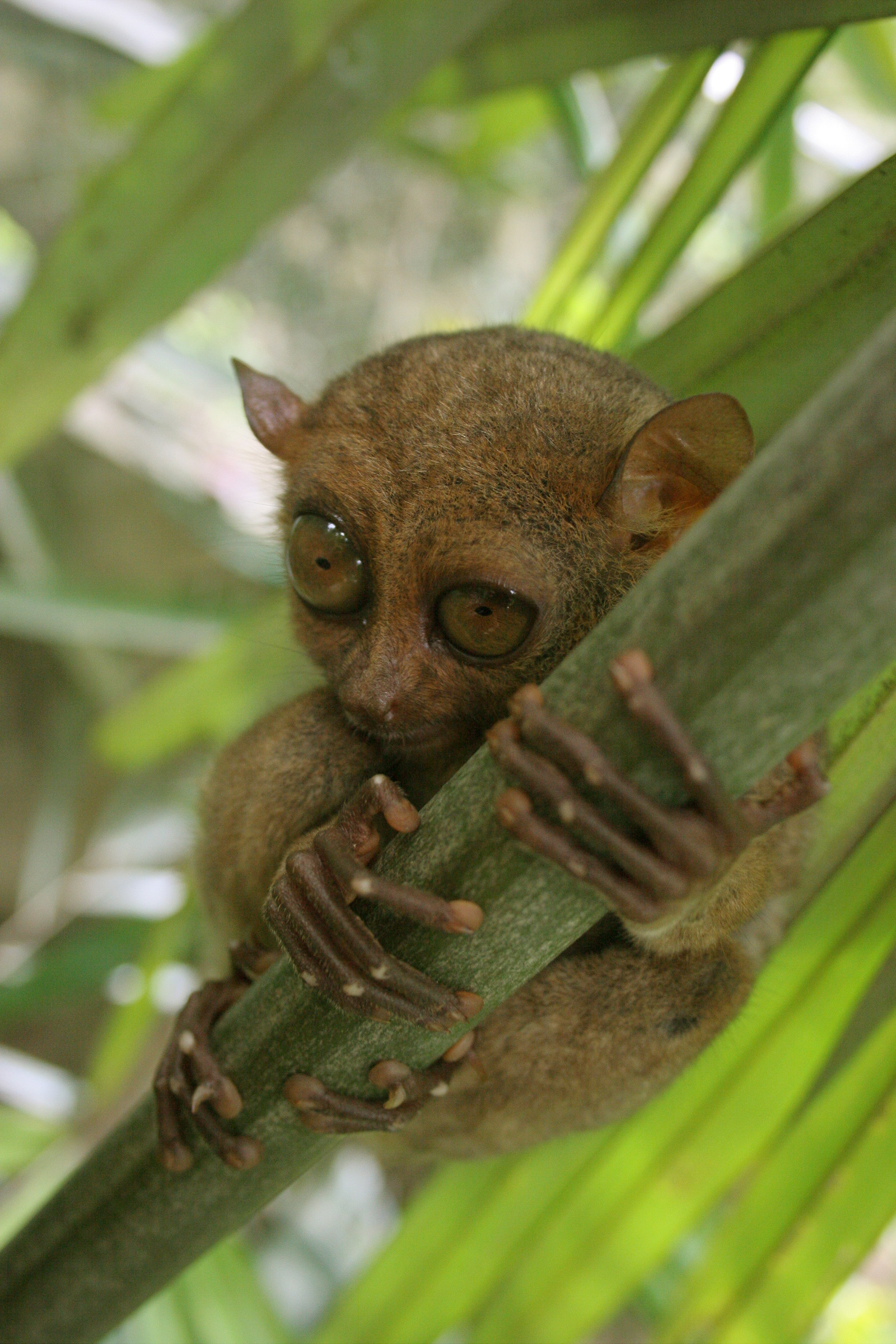
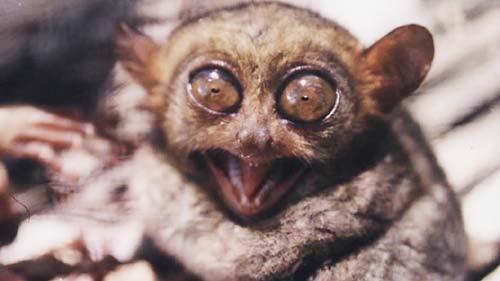

## Elterjedése
A Fülöp-szigetek délkeleti részén található, különösen Bohol, Samar, Leyte és Mindanaóban.

## Alfajai
- Carlito syrichta syrichta - Samar és Leyte
- Carlito syrichta fraterculus - Bohol
- Carlito syrichta carbonarius - Mindanao

## Megjelenése
A szőre színe szürkésbarna. A Fülöp-szigeteki koboldmaki az egyik legkisebb főemlős, magassága 8,3–16 cm, testtömege 80–160 g. A szeme a testéhez képest nagy, 16 mm széles szemei vannak. Ezért a Fülöp-szigeteki koboldmaki nem tudja mozgatni a szemét, a fejét 180 fokban képes fordítani.

## Életmódja
A Fülöp-szigeteki koboldmaki elsősorban rovarevő, ezért élő rovarokkal táplálkozik, de megfigyelték, hogy takarmánypókokat, kisebb gyíkokat, madarakat és hasonlókat is fogyaszt. A vadonban 24 évig él.

## Szaporodása
A szaporodási időszak egész évben tart. A 6 hónapig tartó vemhesség végén a nőstény 1 kölyöknek ad életet. 45 naposan kerül sor az elválasztásra.

## Természetvédelmi állapota
A Fülöp-szigeteki koboldmakit az erdőirtás fenyegeti. 1990-ben veszélyeztetett volt, azóta a Természetvédelmi Világszövetség szerint már javult a helyzete.